# 孔蟾魚屬
孔蟾魚屬（学名：Halobatrachus），為輻鰭魚綱蟾魚目蟾魚科的其中一属。

## 下属物种
- 腋孔蟾魚 Halobatrachus didactylus：又稱斑紋真蟾魚。